# Col d’Agnes
Der Col d’Agnes ist ein 1570 Meter hoher Gebirgspass im französischen Teil der Pyrenäen. Er befindet sich in der Region Okzitanien im Département Ariège und verbindet die Gemeinde Aulus-les-Bains im Westen mit Massat im Norden. Zusätzlich kann die Passhöhe aus östlicher Richtung über Val-de-Sos erreicht werden, wobei zunächst der Port de Lers überquert werden muss. Der Col d’Agnes führt durch das Massif de Lherz.

## Auffahrten
Die Westauffahrt beginnt in Aulus-les-Bains und weist auf einer Länge von 10 Kilometern eine durchschnittliche Steigung von 8,2 % auf. Im unteren Teil werden die höchsten Steigungsprozente mit über 10 % erreicht. Hier führt die breite D8F in dicht bewaldetem Gebiet entlang des Garbet in Richtung Südosten. Nach rund vier Kilometern wird die erste von insgesamt sieben Kehren erreicht, die den mittleren Teil des Anstiegs prägen. Nun pendelt sich die Steigung bei rund 9 % ein, ehe 2,5 Kilometer vor der Passhöhe ein kurzer flacher Abschnitt folgt. Erst auf dem letzten Kilometer wird die Baumgrenze überquert und die Straße führt über zwei Kehren auf den höchsten Punkt, wo sich ein kleiner Parkplatz befindet.
Die Nordauffahrt hat ihren Ausgangspunkt in Massat und weist auf einer Länge von 17,8 Kilometern eine durchschnittliche Steigung von 5,2 % auf. Auf den ersten Kilometern folgt die Straße dem Arac, dann dem Ruisseau de Courtignou in Richtung Süden, wobei die Steigungsprozente nach und nach zunehmen. Bei rund 7 % führt die D18 nun über sechs Kehren auf eine kleine Anhöhe in der Nähe des Étang de Lers. Hier biegt man rechts auf die D8F ab. Nach dem kurzen Flachstück, das Teils abschüssig verläuft, führen die letzten vier Kilometer mit rund 7 % im Schnitt auf die Passhöhe, wobei die letzten Kilometer oberhalb der Baumgrenze absolviert werden.
Alternativ kann der Col d’Agnes auch über die östliche Auffahrt von Tarascon-sur-Ariège erreicht werden. Diese führt über die Gemeinden Niaux, Capoulet-et-Junac, Illier-et-Laramade und Val-de-Sos und ist insgesamt 34 Kilometer lang. Rund 8,6 Kilometer vor der Passhöhe des Col d’Agnes wird der Port de Lers überquert, ehe man nach der anschließenden Abfahrt beim Étang de Lers Links auf die D8F abbiegt.

## Radsport
Der Col d’Agnes wurde von der Tour de France erstmals im Jahr 1988 im Rahmen der 14. Etappe überquert, die von Blagnac nach Guzet-Neige führte. Als vorletzter Anstieg wurde die Passhöhe über die Nordauffahrt erreicht, die als Bergwertung der 1. Kategorie galt. Mit Robert Millar führte damals ein Brite über die Kuppe.
Im Jahr 1995 wurde der Col d’Agnes über den Port de Lers erreicht und wurde somit nur als Bergwertung der 3. Kategorie klassifiziert. Im Jahr 2004 wurde bei der dritten Überquerung erstmal die Westauffahrt von Aulus-les-Bains genutzt, die als Anstieg der 1. Kategorie gilt. Seither stand der Col d’Agnes drei weitere Male im Programm der Tour de France.
Im Jahr 2024 wurde erneut die Westauffahrt auf der 15. Etappe genutzt, ehe die Strecke nach dem nicht-kategorisierten Port de Lers auf das Plateau de Beille führte.
| Jahr | Etappe     | Bergwertung  | Fahrer            | Auffahrt                |
| ---- | ---------- | ------------ | ----------------- | ----------------------- |
| 1988 | 14. Etappe | 1. Kategorie | Robert Millar     | Nord                    |
| 1995 | 14. Etappe | 3. Kategorie | Marco Pantani     | Ost (über Port de Lers) |
| 2004 | 13. Etappe | 1. Kategorie | Michael Rasmussen | West                    |
| 2009 | 08. Etappe | 1. Kategorie | Mikel Astarloza   | Nord                    |
| 2011 | 14. Etappe | 1. Kategorie | Sylvain Chavanel  | West                    |
| 2017 | 13. Etappe | 1. Kategorie | Alberto Contador  | West                    |
| 2024 | 15. Etappe | 1. Kategorie | Laurens De Plus   | West                    |